# Sigismund Ludvig Schulin
 For alternative betydninger, se Sigismund Ludvig Schulin (flertydig). (Se også artikler, som begynder med Sigismund Ludvig Schulin)
Johan Sigismund Ludvig lensgreve Schulin (født 16. oktober 1777 på Frederiksdal, død 31. december 1836 sammesteds) var dansk godsejer og amtmand.
Schulin var søn af Frederik Ludvig Schulin og arvede landstedet og godset Frederiksdal. 1795 blev han student, privat dimitteret, 1800 immatrikuleret ved universitetet i Kiel, 1807 cand. jur. Han var amtmand over Præstø Amt 28. september 1824 til 9. august 1831, hvor han fik afsked med ventepenge. 1824 blev han kammerherre og 1. august 1829 blev han Ridder af Dannebrog.
Han var gift med Louise Elisabeth f. Brown (24. juli 1785 – 28. januar 1851). Fader til Johan Sigismund Schulin (f. 1808).
Et portræt af Schulin som barn (1783) udført af Jens Juel findes i Odense Bys Museer.